# Zionsburg (Vught)

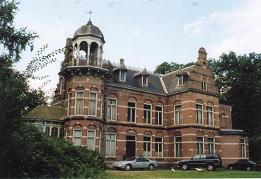
Landhuis Zionsburg voor de brand

Zionsburg is een ongeveer acht hectare groot landgoed in het hart van Vught. Op deze locatie stond van de dertiende tot de zestiende eeuw het commandeurshuis van de Duitse Orde. In de zeventiende eeuw werd er het eerste landhuis Zionsburg gebouwd. Rond 1880 kwamen landhuis en landgoed in bezit van de familie Marggraff, die er een huis in Vlaamse neorenaissancestijl liet bouwen. Dit pand werd in 2003 grotendeels verwoest bij een brand. In 2018 werd bekend dat het landhuis zou worden herbouwd.

## Geschiedenis
Van 1189 tot 1192 vond de Derde Kruistocht plaats. De kruisridders van de Duitse Orde (een geestelijke ridderorde) vestigden zich later op vele plaatsen in Brabant waaronder in Vught. Hier bouwde men in de dertiende eeuw het commandeurshuis van deze orde. Dit commandeurshuis is zover bekend de oudste bebouwing van het grondgebied aan de Taalstraat in Vught, recht tegenover de Lambertuskerk. Er zijn nog sporen van een ondergrondse gang van het commandeurshuis naar de Vughtse Lambertuskerk.

In 1543 ging het commandeurshuis in vlammen op toen de Gelderse legerleider Maarten van Rossum na een mislukte poging om 's-Hertogenbosch te veroveren delen van Vught in brand liet steken. De ruïne bleef tot 1663 staan. In dat jaar werd het landgoed gekocht door een zekere Cornelus Kuchlinus voor de som van 5000 gulden. Hij bouwde een landhuis dat de naam Zionsburg kreeg. Het landhuis had een blokvormig hoofdgebouw met twee hoekpaviljoens. In 1795 verwierf weduwe Margaretha Jannette, geboren Keuchenius (1746-1835) Zionsburg, dat zij tot 1828 bewoonde.

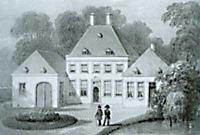
Door Kuchlinus in 1663 gebouwde landhuis Zionsburg.

Tevens is de buitenplaats in het bezit geweest van koning Willem III. Gedurende de tweede helft van de 19e eeuw bewoonde jonkheer Charles Pierre de Senarclens-Grancy met zijn vrouw jonkvrouwe Wilhelmina Martini van Geffen en hun gezin Zionsburg. Na zijn dood in 1874 wilde zijn weduwe de buitenplaats in delen verkopen. Bij de verkoping in café 'Het oude bijltje' wist Mr. J.L. Marggraff met een bod van f 51.560 het hele landgoed in eigendom te krijgen. Hij liet het oude landhuis slopen; zijn zoon Johan Willem Lodewijk (Loke) Marggraff legde op 16 augustus 1882 op 4-jarige leeftijd de eerste steen van het nieuwe Zionsburg.

## Beschrijving
De gebouwen op het landgoed bestaan uit het landhuis, een oranjerie met grote koepel, een koetshuis en paardenstallen. Het ontwerp van het huis werd veelal toegeschreven aan de beroemde meubelkunstenaar en beeldhouwer Jean Theodore Stracké wonende te 's-Hertogenbosch. Tijdens onderzoek door het architectenbureau dat de restauratie voorbereidt, is gebleken dat de werkelijke architect J.J. van Nieukerken is uit Den Haag. Het betreft hier zijn eerste werk. Veel van de beeldhouwwerken en meubels zijn echter wel ontworpen door Johann Theodor Stracké. Het pand was zeer fraai afgewerkt: met lambriseringen, Venetiaanse kroonluchters en fraai gipswerk was het een kasteeltje in Vlaamse neorenaissance stijl.
Het landgoed is in de zogenaamde Engelse stijl aangelegd, met brede lanen, vijvers en veel gazon. Tevens zijn er nog de resten van wat eens een moestuin was en een rotstuin. Op een plek midden in de tuin staan bomen in een cirkel met een zuil middenin. Hier werden de honden vroeger begraven, vandaar de naam hondenkerkhof. De laatste bewoner Ewald Marggraf heeft hier ook zijn laatste rustplaats.

## Brand en restauratie

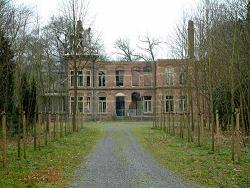
De Zionsburg - na de brand

De laatste bewoner van het pand Ewald Marggraff kwam in 2003 om het leven bij een brand die het landhuis grotendeels heeft verwoest. Vervolgens werden het vermogen en de bezittingen ondergebracht in de Marggraff Stichting. In 2018 werd bekend dat Zionsburg in opdracht van de Marggraff Stichting zal worden herbouwd.
Rondom de brand van Zionsburg en de dood van Ewald Marggraff circuleerden veel geruchten. In november 2007 verscheen het boek Het geheim van Zionsburg door Joris van Os en Jurriaan Maessen. In dit boek speculeren de auteurs over de rol die het landgoed Zionsburg gespeeld kan hebben in de Nederlandse geschiedenis. In 2019 werd de podcast De Brand in het Landhuis van Simon Heijmans uitgegeven. De podcast onderzoekt de geruchten en probeert de waarheid te achterhalen.

## Afbeeldingen

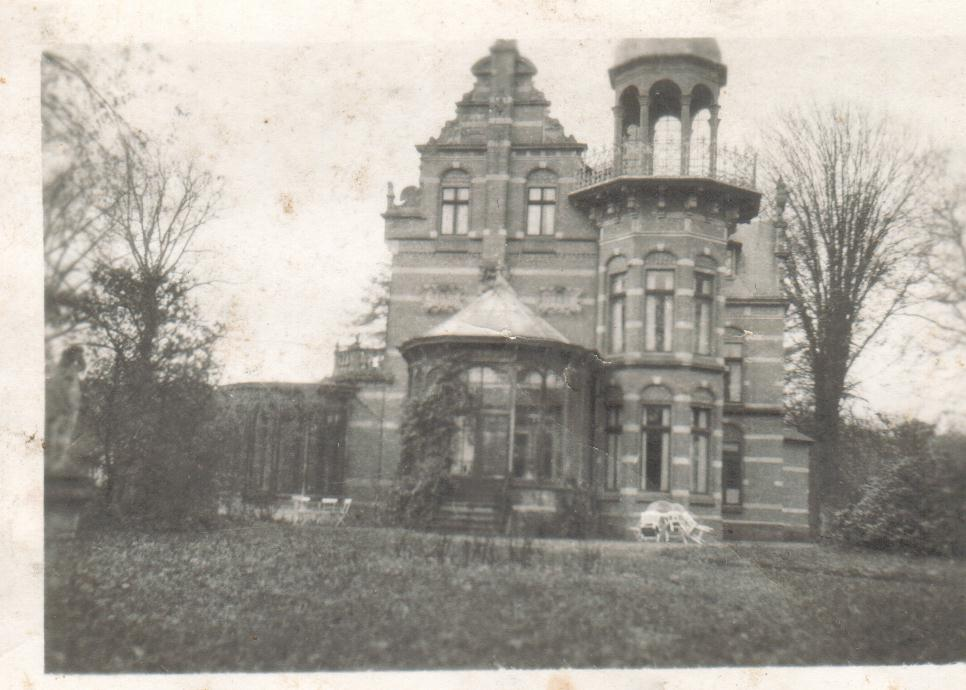
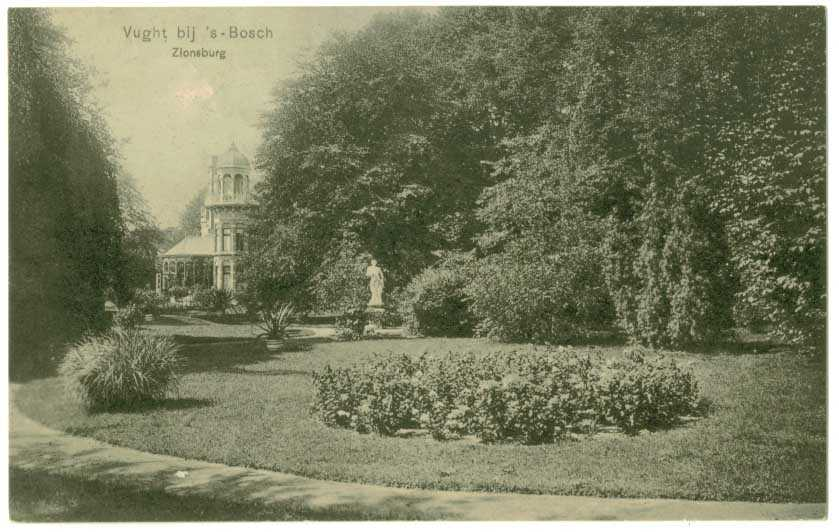
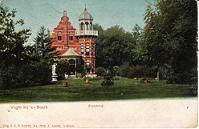
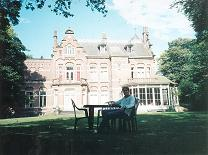

Zionsburg door de jaren heen: